# Habenaria ayangannensis
Habenaria ayangannensis är en orkidéart som beskrevs av Jany Renz. Habenaria ayangannensis ingår i släktet Habenaria och familjen orkidéer. Inga underarter finns listade i Catalogue of Life.